# Гемилиан, Александр Петрович
Александр Петрович Гемилиа́н (1811—1881) — русский архитектор, академик архитектуры Императорской Академии художеств. Автор ряда зданий в Петербурге.

## Биография
Получил домашнее образование. В 1827 году выдержал экзамен в первый специальный класс института инженеров путей сообщения, но по слабости здоровья не был принят. Учился в Императорской Академии художеств, которую окончил в 1834 году. Получил малую серебряную медаль Академии художеств (1834) и звание свободного художника (1834). Был признан «назначенным в академики» (1837). Избран в академики (1845).
Учился у архитектора Аурицкого, посещал чертёжную мастерскую В. П. Стасова, занимался у архитекторов Цолликофера, Л. Л. Шауфельберга и Пеля.
Старший архитектор (1847). Служил в Российском обществе страхования от огня (1830-е). Занимался частной строительной практикой, состоял архитектором петербургского Арсенала (1837), занимал должность по комитету о возведении зданий петербургского военно-сухопутного (Николаевского) госпиталя, был производителем работ по постройке зданий казарм лейб-гвардии конной артиллерии (1851). Состоял членом общего присутствия департамента военных поселений (1852). Коллежский советник.
Имел награды: ордена Св. Анны III степени (1839), II степени (1850) и Св. Владимира IV степени (1845); удостоен «высочайшего благоволения» (1846).
В 1853 году после обрушения части стены строящегося дома Эссен-Стенбок-Фермора архитектор был на 2 месяца посажен на гауптвахту, а 28 июня того же года уволен от службы с запретом строительства зданий «иначе как под надзором другого строителя». По протекции генерал-лейтенанта А. Д. Готмана был вновь определён на службу в департамент военных поселений. 
В 1858 году он был Высочайше освобождён от наложенного запрета на строительство иначе как под надзором другого строителя. Однако с упразднением департамента военных поселений в 1857 году Гемилиан остался за штатом и более не поступал на службу.
Скончался 22 [3] апреля 1881 года в Санкт-Петербурге.

## Проекты и постройки
Среди наиболее известных построек в Петербурге: комплекс зданий Арсенала (улица Комсомола, 1-4, 1844—1849, при участии А. А. Тона), корпуса келий Киновии Александро-Невской лавры (Октябрьская набежная, 16, 20, 1845—1847, совместно с К. И. Брандтом), здание Знаменской гостиницы графа Стебонбок-Фермор-Эссена (Невский проспект, 118, 1845—1857), комплекс казарм Сводного казачьего полка (набережная Обводного канала, 23-29/37-39, 1846—1860), ряд доходных домов. По оценке В. Г. Исаченко комплекс зданий Арсенала является одним из самых выдающихся и ранних памятников промышленной архитектуры города.

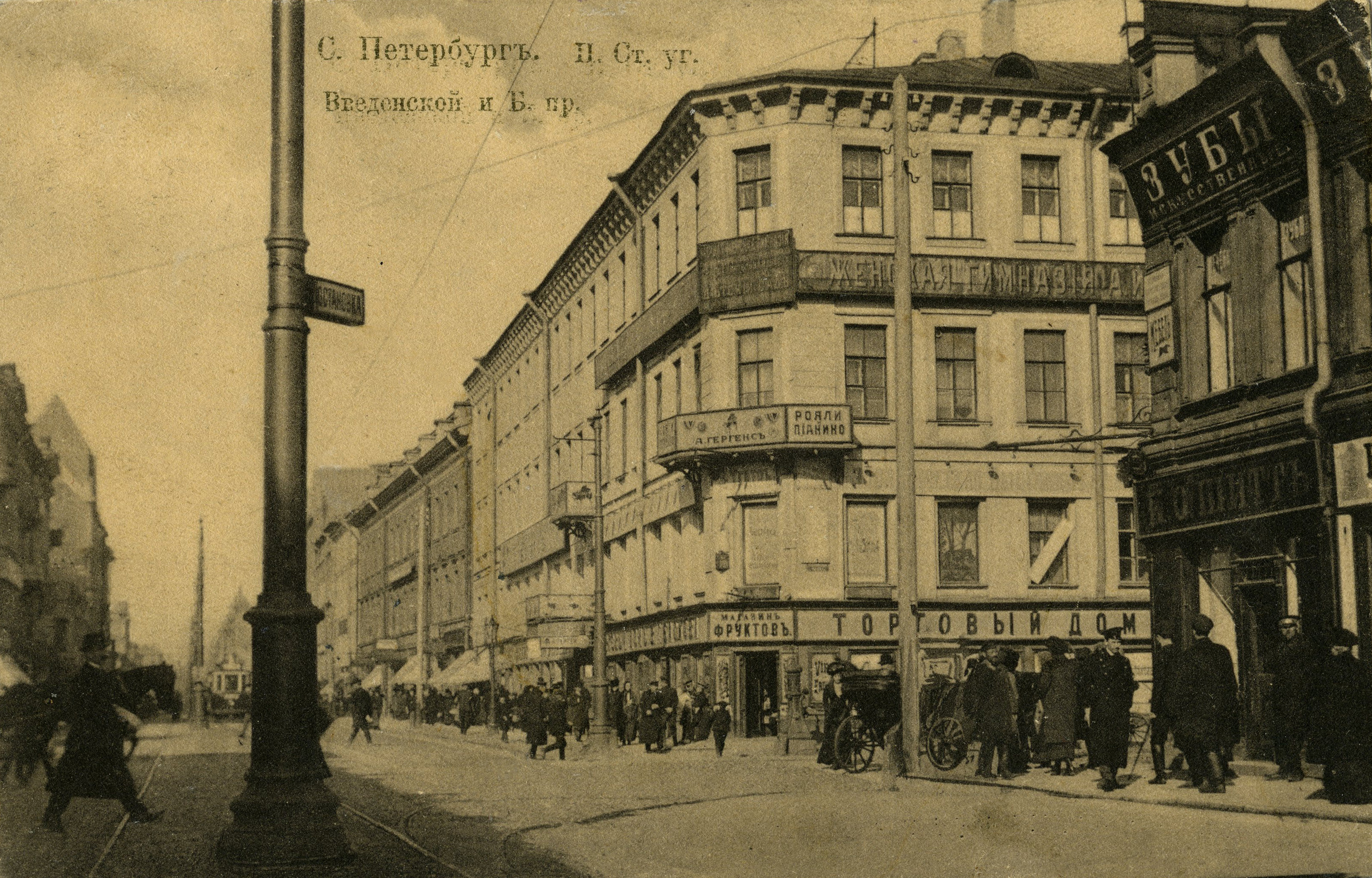
Большой проспект Петроградской стороны, д. № 29/ Введенская улица, д. № 2

- Доходный дом (надстройка). Набережная канала Грибоедова, 93 (1837).  Объект культурного наследия народов РФ регионального значения. Объект № 7830991000 (БД Викигида)
- Дом А. А. Лисицына (левая часть). Улица Рылеева, 1 (1839).  781710833210006
- Доходный дом. Фурштатская улица, 12 / Друскеникский переулок, 2 (1841, надстроен).
- Доходный дом (средняя часть). Улица Восстания, 2 (1841—1842, не сохранился).
- Доходный дом. Моховая улица, 18 (1844, перестроен).
- Доходный дом (надстройка). Адмиралтейский проспект, 10 / Вознесенский проспект, 2 (1844).  Объект культурного наследия народов РФ регионального значения. Объект № 7810004000 (БД Викигида)
- Доходный дом. Большой проспект Петроградской стороны, 29 / Введенская улица, 2 (1844—1845, надстроен).
- Комплекс зданий Арсенала. Улица Комсомола, 1, 2, 3, 4 / Арсенальная набережная, 1/ Арсенальная улица, 2—4 (1844—1849, при участии А. А. Тона).  Объект культурного наследия народов РФ регионального значения. Объект № 7802556000 (БД Викигида)
- Комплекс зданий Артиллерийской лаборатории. Проспект Маршала Блюхера, 12 (1841—1853, совместно с Р. Р. фон Генрихсеном)[6].  Объект культурного наследия народов РФ регионального значения. Объект № 7830675000 (БД Викигида)
- Корпуса келий Киновии Александро-Невской лавры. Октябрьская набережная, 16, 20 (1845—1847, совместно с К. И. Брандтом).  Объект культурного наследия народов РФ регионального значения. Объект № 7802558000 (БД Викигида)
- Здание Знаменской гостиницы Эссен-Стенбок-Фермора. Невский проспект, 118 / Лиговский проспект, 12 / 1-я Советская улица, 1 (1845—1857, перестроено).
- Доходный дом Эссен-Стенбок-Фермора (Фредерикса). Лиговский проспект, 10 / 2-я Советская улица, 1 / Орловский переулок, 2 (1840-е—1850-е, перестроен).
- Хлебные амбары Александро-Невской лавры. Набережная Обводного канала, 3—5 (1846—1849, совместно с К. И. Брандтом).  Объект культурного наследия народов РФ регионального значения. Объект № 7830734000 (БД Викигида)
- Комплекс казарм Сводного казачьего полка. Набережная Обводного канала, 23—29, 37—39 / Атаманская улица (1846—1860, совместно с И. Д. Черником).  Объект культурного наследия народов РФ регионального значения. Объект № 7832043000 (БД Викигида)
- Доходный дом. Невский проспект, 81 (1851).
- Офицерские казармы лейб-гвардии Конной артиллерии и 1-й Артиллерийской бригады. Литейный проспект, 1, 2 / Шпалерная улица, 20, 22 / набережная Кутузова, 2 — Воскресенская набережная, 32 (правая часть) (1851—1853, совместно с И. Н. Роутом).  Объект культурного наследия народов РФ регионального значения. Объект № 7831846000 (БД Викигида)
- Особняк И. К. Мясникова. Улица Восстания, 45 / Гродненский переулок, 9 (правая часть) (1857—1859, при участии В. А. Гартмана).  Объект культурного наследия народов РФ регионального значения. Объект № 7802154000 (БД Викигида)